# Nyaganzagu
Nyaganzagu är ett periodiskt vattendrag i Burundi.   Det ligger i provinsen Bururi, i den centrala delen av landet, 80 km sydost om huvudstaden Bujumbura.
Omgivningarna runt Nyaganzagu är huvudsakligen savann. Runt Nyaganzagu är det ganska tätbefolkat, med 239 invånare per kvadratkilometer.